# Lepanthes ptyxis
Lepanthes ptyxis är en orkidéart som beskrevs av Carlyle August Luer och Roberto Vásquez. Lepanthes ptyxis ingår i släktet Lepanthes och familjen orkidéer.
Artens utbredningsområde är Bolivia. Inga underarter finns listade i Catalogue of Life.